# Najibabad
Najibabad è una suddivisione dell'India, classificata come municipal board, di 79.087 abitanti, situata nel distretto di Bijnor, nello stato federato dell'Uttar Pradesh. In base al numero di abitanti la città rientra nella classe II (da 50.000 a 99.999 persone).

## Geografia fisica
La città è situata a 29° 37' 60 N e 78° 19' 60 E e ha un'altitudine di 244 m s.l.m..

## Storia
La città deve il suo nome al Nawab Najīb al-Dawla, noto anche come Najīb Khān, un guerriero tribale musulmano Rohilla del XVIII secolo che servì tanto nell'Impero Mughal quanto sotto quello Durrani. Egli fondò la città di Najībābād, nel distretto di Bijnor, ricevendo il titolo onorifico di "Nawab Najib-ud-Daulla". Dal 1757 al 1770 fu governatore di Saharanpur, governando Dehradun. Numerosi resti architettonici del periodo dei Rohilla sono visibili a Najībābād, che Najīb Khān fondò mentre era all'apice del suo potere come ministro mughal.
A lui succedette Safdarjung, Gran Visir dell'Impero Mughal, leale collaboratore dell'Imperatore mughal ʿĀlamgīr II ʿAzīz al-Dīn (1699-1759, reg. 1754-1759).

## Società

### Evoluzione demografica
Al censimento del 2001 la popolazione di Najibabad assommava a 79.087 persone, delle quali 41.527 maschi e 37.560 femmine. I bambini di età inferiore o uguale ai sei anni assommavano a 12.888, dei quali 6.764 maschi e 6.124 femmine. Infine, coloro che erano in grado di saper almeno leggere e scrivere erano 42.570, dei quali 24.166 maschi e 18.404 femmine.